# Clockwise
Clockwise är en svensk rockgrupp, bildad av Benny Söderberg 1995.
Sångaren och låtskrivaren Benny Söderberg från Fortune är grundaren till Clockwise. Benny ville göra en platta enbart med bra melodier starka arrangemang, bra musiker och ett bra sound. Tillsammans med Skivbolaget Empire Records och Christer Wedin satte de igång detta projekt. John Levén bas och Ian Haugland trummor från Europe och Jan Granvik (Glory) på gitarr medverkade på det första albumet Nostalgia. 
På Clockwise andra album Naive spelar samma musiker förutom att gitarr spelas denna gång av Fredrik Åkesson, ( Talisman, Arch Enemy, Southpaw) nu med Opeth. 
Det finns också en demo inspelad på tre låtar  "Our Roads Never Cross ",  “If You Change Your Mind” och  “Demon in the Dim " som är tänkta till det avslutande tredje albumet.  

## Medlemmar
Nuvarande medlemmar
- Benny Söderberg – sång (1995–idag)
- John Levén – basgitarr (1995–idag)
- Ian Haugland – trummor (1995–idag)
- Fredrik Åkesson – gitarr (1998–idag)

Tidigare medlemmar
- Jan Granvik – gitarr (1995–1998)

## Diskografi
Studioalbum
- Nostalgia (1996)
- Naïve (1998)

Singlar
- "Lay Her Down" / "No Sympathy" (2002)